# Ведрицкене, Йовита
Йовита Ведрицкене (урожд. Жогайте; лит. Jovita Vedrickienė, род. 28 октября 1986, Таураге) — литовская шахматистка.

## Биография

### Образование и карьера
В 2010 г. окончила факультет математики и информатики Вильнюсского университета по специальности финансовая и страховая математика. В 2011 г. окончила магистратуру в школе управления «Vlerick» по специальности финансовый менеджмент. В 2011—2014 гг. проходила обучение в CFA Institute, получила диплом финансового аналитика II уровня.
В 2008—2010 гг. работала в страховой компании «AB Lietuvos draudimas». В 2011—2013 гг. работала аналитиком финансовых рисков в коммерческом банке «Swedbank». В 2013 г. поступила на должность финансового контролера в UAB «Atea».

### Шахматная деятельность
Воспитанница тренера Р. Огялы. Позже занималась в клубе «Vilnaus fortas» под руководством В. Сакалаускаса.
Серебряный призер чемпионата Литвы 2008 г. (разделила 2—3 места с Ж. Шаракаускене и опередила ее по дополнительным показателям). Бронзовый призер чемпионатов Литвы 2006 и 2012 гг. (в 2006 г. разделила 3—4 места с Ж. Шаракаускене, в 2012 г. — с Г. Паулаускайте; оба раза опередила соперниц по дополнительным показателям).
В составе сборной Литвы участница шахматных олимпиад 2008 и 2012 гг., всемирных интеллектуальных игр 2008 г. (командные турниры по блицу и рапиду).
Участница юношеских чемпионатов мира 2000 и 2002 гг., юношеских чемпионатов Европы 1996, 1998, 1999, 2004 гг. в разных возрастных категориях.
В качестве тренера сотрудничает с организацией «ŠachmatAukim», занимающейся популяризацией шахмат в Литве.

### Семья
С 2013 г. замужем за мастером ФИДЕ Т. Ведрицкасом. Воспитывает сына.

## Основные спортивные результаты
| Год  | Город            | Соревнование                              | + | − | = | Результат | Место  |
| ---- | ---------------- | ----------------------------------------- | - | - | - | --------- | ------ |
| 1996 | Римавска-Собота  | Юношеский чемпионат Европы (до 10 лет)    | 5 | 4 | 0 | 5 из 9    | 12—17  |
| 1998 | Мурэкк           | Юношеский чемпионат Европы (до 12 лет)    | 4 | 3 | 2 | 5 из 9    | 16—20  |
| 1999 | Литохорон        | Юношеский чемпионат Европы (до 14 лет)    |   |   |   |           | [ 18 ] |
| 2000 | Вильнюс          | Чемпионат Литвы                           |   |   |   | 1½ из 8   | 23—24  |
|      | Оропеса-дель-Мар | Юношеский чемпионат мира (до 14 лет)      |   |   |   |           | [ 21 ] |
| 2002 | Вильнюс          | Чемпионат Литвы                           | 5 | 4 | 0 | 5 из 9    | 9—14   |
|      | Ираклион         | Юношеский чемпионат мира (до 16 лет)      |   |   |   |           | [ 24 ] |
| 2003 | Паневежис        | Чемпионат Литвы                           |   |   |   | 5½ из 9   | 4—6    |
| 2004 | Ургюп            | Юношеский чемпионат Европы (до 18 лет)    |   |   |   |           | [ 27 ] |
| 2005 | Вильнюс          | Чемпионат Литвы                           |   |   |   | 4 из 9    | 18—21  |
| 2006 | Шяуляй           | Чемпионат Литвы                           |   |   |   | 6 из 9    | 3—4    |
| 2007 | Вильнюс          | Чемпионат Литвы                           | 4 | 4 | 1 | 4½ из 9   | 12—17  |
| 2008 | Паневежис        | Чемпионат Литвы                           | 5 | 1 | 3 | 6½ из 9   | 2—3    |
|      | Дрезден          | XXIII Олимпиада (сборная Литвы, запасная) | 1 | 5 | 1 | 1½ из 7   |        |
|      | Пекин            | Всемирные интеллектуальные игры           |   |   |   |           |        |
| 2012 | Вильнюс          | Чемпионат Литвы                           | 5 | 2 | 1 | 5½ из 8   | 3      |
|      | Стамбул          | XXV Олимпиада (сборная Литвы, 4-я доска)  | 4 | 4 | 1 | 4½ из 9   |        |